# 兵庫県道563号神出山田自転車道線
兵庫県道563号神出山田自転車道線（ひょうごけんどう563ごう かんでやまだじてんしゃどうせん）は兵庫県神戸市西区神出町東から神戸市北区山田町下谷上を結ぶ自転車歩行者専用の一般県道である。

## 概要

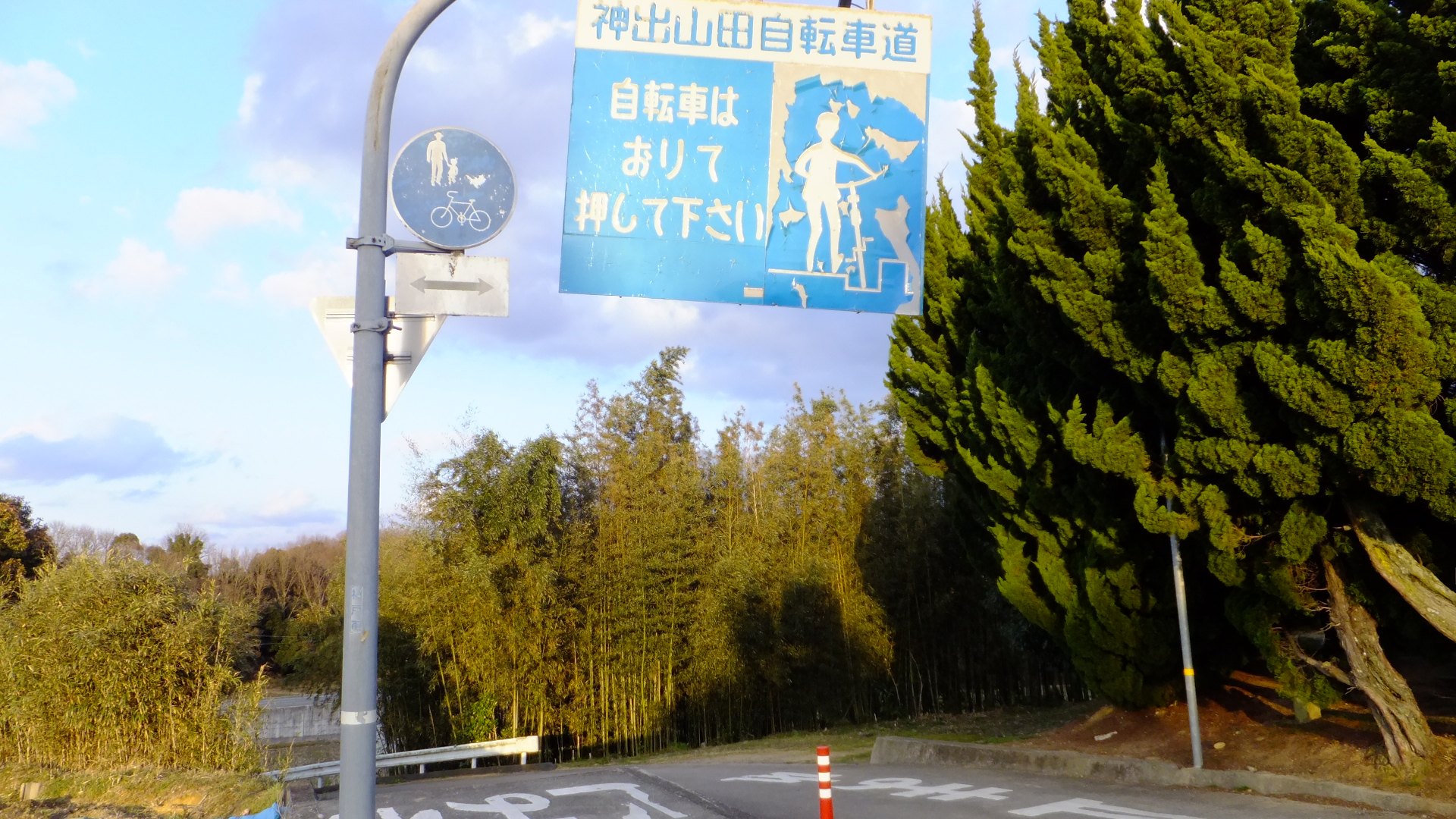
本道の看板
兵庫県神戸市西区神出町古神で撮影

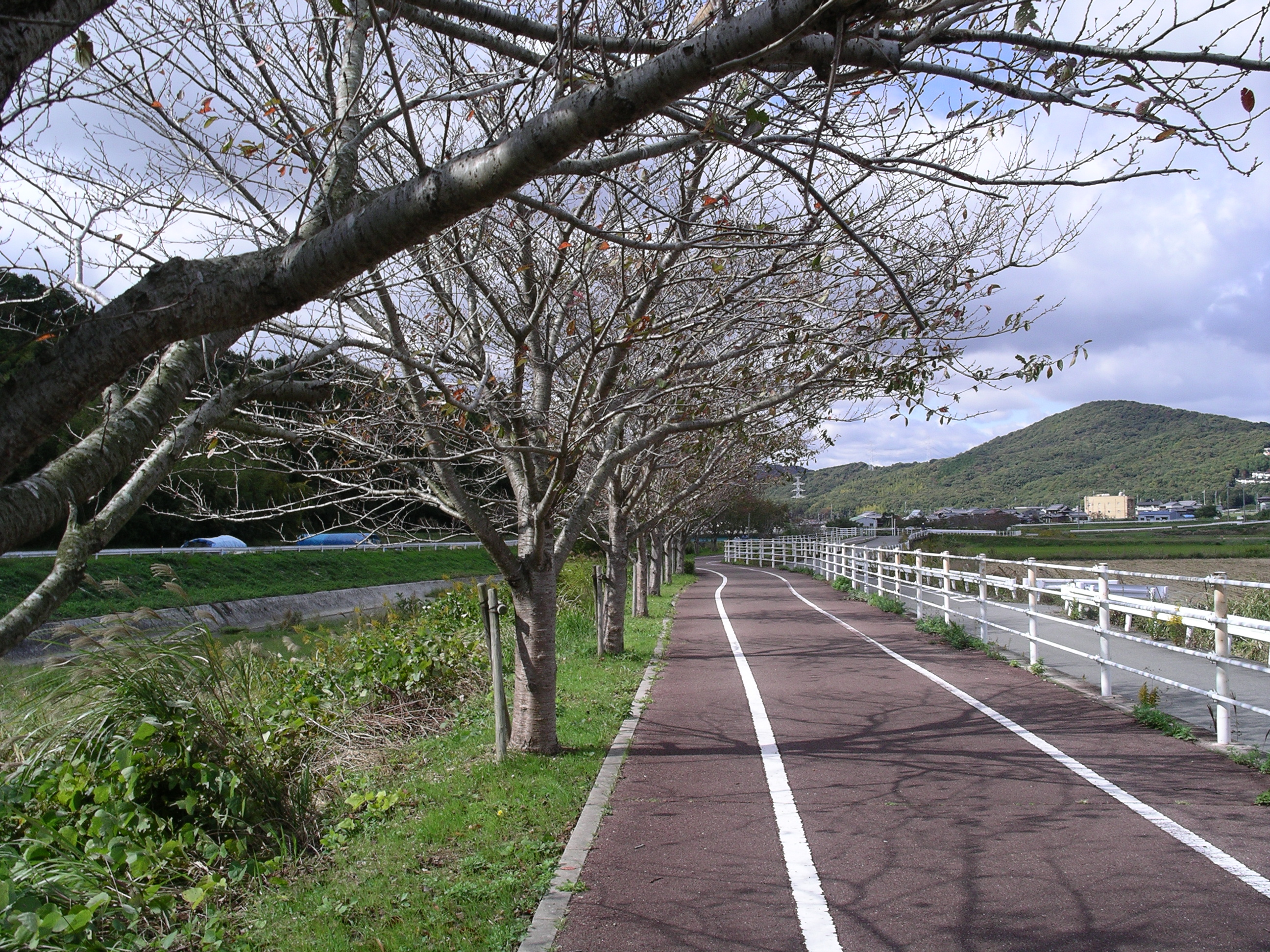
兵庫県神戸市北区山田町で撮影

1977年（昭和52年）3月31日に兵庫県道563号神出山田自転車道線となる。2019年に道路の再舗装や看板の整備など道路のリニューアルが行われた。
神戸市は2020年から期間を限定したシェアサイクルを試験的に繰り返し実施している（神出山田自転車道シェアサイクル）。

### 路線データ
- 起点：神戸市西区神出町東
- 終点：神戸市北区山田町下谷上
- 総延長：供用延長17.2km 整備済延長19.8km

## 地理

### 通過する自治体
- 神戸市（西区 - 北区）

### 沿線
- つくはら湖
- 箱木千年家
- 無動寺